# تریسی والتر
تریسی والتر (انگلیسی: Tracey Walter؛ زادهٔ ۲۵ نوامبر ۱۹۴۷) یک هنرپیشه اهل ایالات متحده آمریکا است.
از فیلم‌ها یا برنامه‌های تلویزیونی که وی در آن نقش داشته‌است می‌توان به شرخر، متیلدا، ارتفاعات آرام، اسلحه‌های جوان ۲، چیزی وحشی، غرق‌شدن مونا، فقط آب اضافه کنید، داستان دوروتی دی و به گورت تف می‌کنم اشاره کرد.